# نورا مورك
نورا مورك (بالنرويجية: Nora Mørk‏) مواليد 5 أبريل 1991 في أوسلو، هي لاعبة كرة يد نرويجية تلعب كظهير أيمن. مثلت منتخب النرويج لكرة اليد للسيدات. شاركت في دورة الألعاب الأولمبية الصيفية سنة 2016. حققت المركز الأول في بطولة العالم لكرة اليد للسيدات 2015.

## الميداليات
| الميدالية | المسابقة                            |
| --------- | ----------------------------------- |
| برونزية   | الألعاب الأولمبية الصيفية 2016      |
| ذهبية     | بطولة العالم لكرة اليد للسيدات 2015 |
| ذهبية     | بطولة أوروبا لكرة اليد للسيدات 2010 |
| ذهبية     | بطولة أوروبا لكرة اليد للسيدات 2014 |
| ذهبية     | بطولة أوروبا لكرة اليد للسيدات 2016 |

## روابط خارجية
- نورا مورك على موقع IMDb (الإنجليزية)
- نورا مورك على موقع الاتحاد الدولي لكرة اليد (الإنجليزية)
- نورا مورك على موقع الاتحاد الأوروبي لكرة اليد (الإنجليزية)
- نورا مورك على موقع الاتحاد النرويجي لكرة اليد (النرويجية)
- نورا مورك على موقع اللجنة الأولمبية الدولية (الإنجليزية)
- نورا مورك على موقع أوليمبيديا (الإنجليزية)